# Ampanihy (district)
Ampanihy is een district van Madagaskar in de regio Atsimo-Andrefana. Het district telt 293.898 inwoners (2011) en heeft een oppervlakte van 13.037 km², verdeeld over 16 gemeentes. De hoofdplaats is Ampanihy.